# Meralco Bolts
I Meralco Bolts sono una squadra professionistica di pallacanestro che gioca nella Philippine Basketball Association (PBA). La squadra è stata fondata nel 2010, quando la Manila Electric Company (MERALCO) ha acquisito la franchigia dei Sta. Lucia Realtors. Attualmente, i Meralco Bolts sono una delle tre squadre della PBA controllate dal businessman filippino Manuel Pangilinan, insieme ai TNT Tropang Giga e ai NLEX Road Warriors.

## Storia

### L'ingresso nella PBA e le prime stagioni
Nel giugno 2010, iniziarono ad emerse voci secondo cui la che la Manila Electric Company (MERALCO), avesse manifestato interesse ad entrare nella PBA con l'intenzione di acquistare una franchigia tra i Sta. Lucia Realtors e i 
Barako Bull, dopo che entrambe le squadre avevano ceduto molti dei loro giocatori principali. Dopo che i Barako Bull comunicarono al consiglio della PBA che intendevano rimanere nella lega per la stagione 2010-11, i Sta. Lucia presentarono invece una "richiesta di assenza" per la stagione. Il 10 agosto, il consiglio della PBA, decise quindi di approvare finalmente la vendita della franchigia di Sta. Lucia alla Meralco.La nuova squadra che nacque assunse la denominazione di Meralco Bolts.
I Bolts hanno fatto il loro esordio nella stagione 2010-11 della PBA con una formazione che includeva Mark Cardona, Asi Taulava, Nelbert Omolon, Marlou Aquino, Beau Belga, Dennis Daa, Chris Ross, Ogie Menor, Pong Escobal e Chris Pacana. Shawn Weinstein, Ford Arao, Khasim Mirza e Bam-bam Gamalinda furono i primi giocatori scelti nel draft dalla franchigia. Esordirono nella PBA Philippine Cup con una vittoria contro i favoriti Barangay Ginebra Kings. A metà stagione, scambiarono alcuni dei loro giocatori per acquisire Hans Thiele, Mark Isip e Reed Juntilla. Finirono la stagione con un record di 7–7, che fu sufficiente per arrivare ai quarti di finale, ma persero contro i B-Meg Derby Ace Llamados con un punteggio di 2-0 nella serie. Prima della PBA Commissioner's Cup, la squadra fece un importante scambio, acquisendo Solomon Mercado insieme a Paolo Bugia ed Erick Rodriguez. Nonostante il nuovo roster e gli import Anthony Dandridge e Chamberlain Oguchi, non superarono le eliminazioni con un record di 3-6 al termine del primo turno. Lo stesso accadde nella PBA Governors' Cup, dove terminarono con un record di 3-5.
Durante l'offseason, i Bolts ristrutturarono la loro formazione, liberandosi di Renren Ritualo, Hans Thiele, Reed Juntilla e Paolo Bugia, e acquisendo tramite scambi Mark Yee, Mark Macapagal, Chico Lanete, Chris Timberlake, inoltre firmando i free agent Mark Borboran e Bryan Faundo. Nel Draft PBA 2011, i Meralco poi selezionarono Jason Ballesteros e Gilbert Bulawan per rafforzare il loro reparto lunghi. Nella PBA Philippine Cup 2011-12, terminarono al 6° posto con un record di 8-6, ma furono eliminati dai Petron Blaze Boosters. Nella PBA Commissioner's Cup 2012, terminarono ancora al 6° posto con un record di 4-5, ed anche se sconfissero i Powerade Tigers con una vittoria a sorpresa per 102-98, non riuscirono ad accedere alle semifinali. Nella PBA Governors' Cup 2012, dopo aver concluso per la terza volta in stagione al 6° posto la prima fase, arrivarono alle semifinali per la prima volta nella loro storia, superando i Powerade Tigers con una vittoria di 94-86 nello spareggio, ma vennero poi eliminati.
In vista della stagione 2012-2013, il proprietario della franchigia, annunciò che la divisa della squadra per la stagione successiva avrebbe avuto caratteristiche di design simili a quelle delle divise indossate dai Meralco Reddy Kilowatts, squadra di proprietà della MERALCO che prendeva parte al campionato MICAA negli anni settanta.

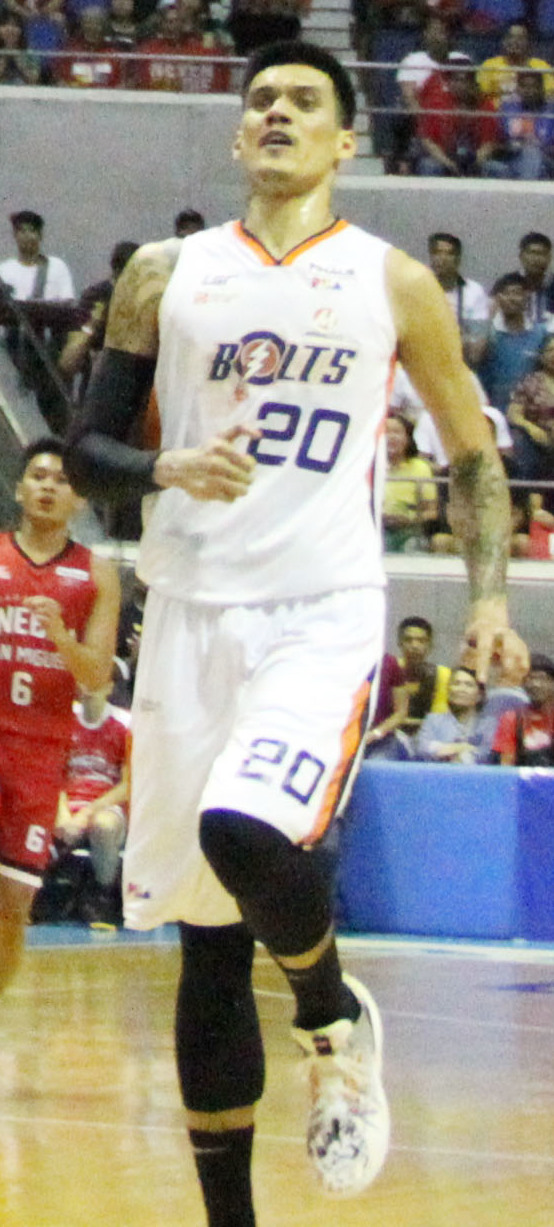
Raymond Almazan, con la canotta dei Bolts nel 2020

I Bolts fecero alcune mosse importanti prima dell'inizio della stagione 2013-14, acquisendo Gary David dal GlobalPort in cambio di Chris Ross, Chris Timberlake e delle scelte al secondo giro del 2016 e 2017. Inoltre scambiarono i diritti di Asi Taulava con gli Air21 per Mike Cortez e cedettero Mark Cardona sempre agli Air21, in uno scambio a tre squadre, che portò Rabeh Al-Hussaini ai Meralco. A metà stagione, firmarono anche Danny Ildefonso per il resto della stagione, visto che era stato lasciato andare dai Petron Blazers. Durante la PBA Philippine Cup, i Bolts partivano bene, ma conclusero il primo turno in un pareggio in classifica a quattro squadre con Alaska, GlobalPort e Barako Bull. Per determinare l'ultimo posto disponibile per i playoff, affrontarono quindi Alaska Aces, che però li sconfissero e li eliminarono dalla conference.
Nel PBA Philippine Cup 2014-15, i Bolts si resero protagonisti di una buona prima fase, riuscendo anche ad eliminare i campioni in carica dei Purefoods Star Hotshots nei quarti, ma furono successivamente eliminati dagli Alaska Aces in semifinale. Nella PBA Commissioner's Cup 2015, la squadra mantenne una striscia di vittorie grazie alle ottime prestazioni di Josh Davis, ma vennero nettamente eliminati in semifinale per 3-0 dai Rain or Shine. Per la PBA Governors' Cup 2015, ingaggiarono Seiya Ando come import, diventando il primo giocatore giapponese nella storia della PBA.

### La prime apparizioni in finale
La stagione 2015–16 non iniziò nel migliore dei modi per i Bolts che nella PBA Philippine Cup, conclusero la prima fase con un record di 1-10. Tuttavia, migliorarono nella PBA Commissioner's Cup dove conclusero la prima fase al secondo posto, guidati dall'ex giocatore del Maccabi Tel Aviv, Arinze Onuaku, che vinse poi il premio come Miglior Import della conference, ma dopo aver sconfitto ai quarti i NLEX Road Warriors uscirono sconfitti in cinque gare nella sfida delle semifinali contro gli Alaska. La squadra ha anche attraversato alcuni ostacoli in quel periodo, tra cui la sospensione di Gary David in una partita durante il turno di eliminazione, a causa di insubordinazione. David è stato successivamente rimosso dalla rosa.
Nella PBA Governors' Cup 2016, i Bolts raggiunsero le finali di una Conference per la prima volta nella loro storia. I Meralco Bolts, dopo aver chiuso la prima fase al quarto posto, hanno superato i quarti di finale e sono riusciti a sorprendere il TNT KaTropa, prima testa di serie, vincendo la loro serie di semifinali, al meglio delle cinque partite, per 3-1. Nella sfida per l'assegnazione del trofeo i Bolts affrontarono i Barangay Ginebra Kings, ma pur riuscendo a vincere gara 1, il Ginebra alla fine trionfò in sei partite. Allen Durham, import dei Bolts, vinse il premio di Miglior Import, mentre Chris Newsome fu nominato al termine della stagione come PBA Rookie of the Year.
Prima dell'inizio della stagione 2016-2017, l'ex MVP della PBA Jimmy Alapag, che la stagione precedente aveva giocato con i Bolts, annunciò il suo ritiro definitivo dalla pallacanestro. La squadra, dopo aver concluso la prima fase in testa alla classifica, tornò alle finali della PBA Governors' Cup per il secondo anno consecutivo, ma uscirono sconfitti anche questa volta contro i Barangay Ginebra Kings, nonostante una rimonta dal 0-2 iniziale che aveva portato la sfida alla decisiva gara sette.
Nella stagione 2019 grazie all'aggiunta di Raymond Almazan e Allein Maliksi, i Bolts tornarono dopo una stagione di assenza in finale della PBA Governors' Cup, ma persero per la terza volta in quattro edizioni contro i Barangay Ginebra Kings, questa volta in cinque partite.
Nel 2021 la PBA disputò, a causa dei problemi legati alla pandemia da COVID-19, solo due Conference; senza Baser Amer, che fu scambiato con i Blackwater per Mac Belo, i Bolts, guidati da Chris Newsome e Raymond Almazan, raggiunsero le semifinali della PBA Philippine Cup, ma persero contro i Magnolia Hotshots in sei partite. Arrivarono anche di nuovo alla sfida finale nella PBA Governors' Cup, ma furono battuti per la quarta volta consecutiva in finale, dal Barangay Ginebra Kings in sei partite.

### Il primo titolo PBA

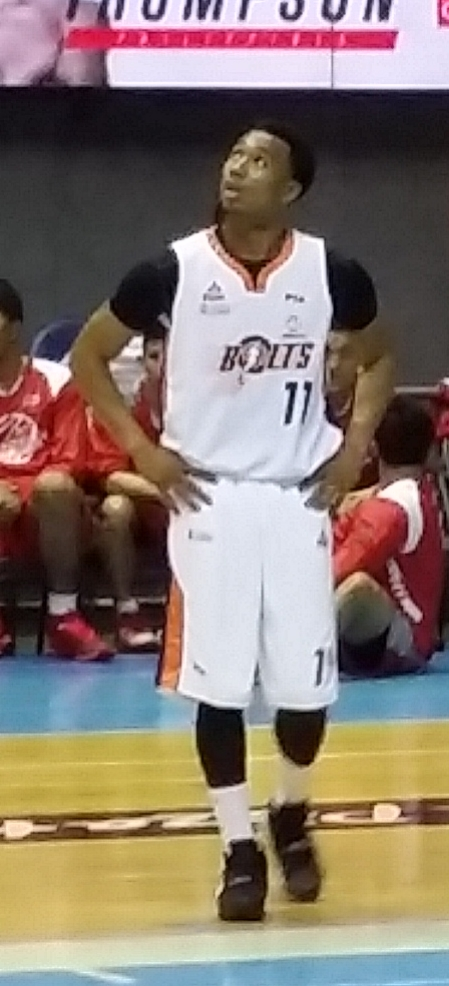
Chris Newsome, capitano della squadra che ha vinto il primo titolo PBA

A metà stagione della PBA Philippine Cup 2022 l'allenatore della squadra, Norman Black, si prese una pausa dall'attività sportiva per motivi personali e fu sostituito da Luigi Trillo per le ultime cinque partite della fase eliminatoria della Conference. Trillo condusse la squadra alla prima vittoria nei playoff contro il Barangay Ginebra Kings, nella serie dei quarti. Black tornò dopo la sconfitta nella prima partita delle semifinali contro il San Miguel Beermen, ma non riuscì a guidare la squadra alla vittoria, perdendo la serie in sette partite.
Durante lo svolgimento della PBA Commissioner's Cup 2023, Norman Black, dopo vari anni passati in panchina con i Bolts fu trasferito a consulente del team e Luigi Trillo lo sostituì come nuovo capo allenatore. Con Shonn Miller come import, i Meralco Bolts terminarono la prima fase al 5° posto con un record di 8-3, a pari merito con i Ginebra ed i Phoenix, ma con la peggior differenze negli scontri tra i tre. Si sono trovati quindi con uno svantaggio di twice-to-win nei quarti dove hanno affrontato i Phoenix Fuel Masters, i Bolts riuscirono a forzare una seconda partita vincendo la prima contro i Phoenix dopo un triplo overtime con il punteggio di 116-107, grazie a una performance da 20 punti di Cliff Hodge e a una partita da 20 rimbalzi di Shonn Miller. Tuttavia, vennero eliminati nella seconda partita con il punteggio di 88-84.
Nel PBA Philippine Cup 2024 i Meralco Bolts riuscirono a garantirsi il terzo posto al termine della prima fase con il miglior quoziente di vittorie, a pari merito con altre quattro squadre (TNT, Rain or Shine, NLEX e Magnolia) con un record di 6-5. Nei quarti di finale, giocati al meglio delle tre partite, hanno eliminato gli NLEX Road Warriors con un netto 2–0. Nella sfida delle semifinale, la squadra ha affrontato i loro rivali storici del Barangay Ginebra Kings. Nella prima e nella quinta partita della sfida, i Ginebra si sono imposti di 4 punti; tuttavia, i Bolts sono riusciti a batterli in sette partite, nonostante fossero sotto 2-3 nella serie.
In finale, hanno incontrato il San Miguel Beermen, che avevano dominato la conferenza. Dopo un canestro decisivo di Chris Newsome nella Gara 6 e un errore nel tiro da tre punti di June Mar Fajardo, i Meralco Bolts hanno vinto la serie finale con il risultato di 4–2, conquistando il loro primo titolo della PBA nella storia del franchise.

## Palmarès

### Titoli Nazionali
- PBA Philippine Cup: 1

2024

## Organico attuale
Organico per la stagione sportiva 2024-2025
| Roster Meralco Bolts 2024-2025. | Roster Meralco Bolts 2024-2025. |
| Giocatori                       | Staff tecnico                   |
| ------------------------------- | ------------------------------- |

| N. | Naz.                                             | Ruolo | Nome               | Anno | Alt.   | Peso   |  |
| -- | ------------------------------------------------ | ----- | ------------------ | ---- | ------ | ------ |  |
| 1  | Stati Uniti (bandiera) · Filippine (bandiera)    | G     | Aaron Black        | 1996 | 185 cm | 82 kg  |  |
| 4  | Filippine (bandiera)                             | PG    | Diego Miguel Dario | 1997 | 173 cm | 66 kg  |  |
| 6  | Stati Uniti (bandiera) · Filippine (bandiera)    | PG    | Chris Banchero     | 1989 | 185 cm | 79 kg  |  |
| 7  | Stati Uniti (bandiera) · Filippine (bandiera)    | AP    | Clifford Hodge     | 1988 | 193 cm | 88 kg  |  |
| 8  | Filippine (bandiera)                             | G     | Kurt Reyson        | 1998 | 178 cm | 75 kg  |  |
| 9  | Stati Uniti (bandiera)                           | AP    | D.J. Kennedy       | 1998 | 198 cm | 98 kg  |  |
| 10 | Filippine (bandiera)                             | PG    | Jose Mendoza       | 1998 | 178 cm | 80 kg  |  |
| 11 | Stati Uniti (bandiera) · Filippine (bandiera)    | G     | Chris Newsome (C)  | 1990 | 188 cm | 86 kg  |  |
| 17 | Filippine (bandiera)                             | PG    | Antonio Jose Caram | 1991 | 170 cm | 72 kg  |  |
| 19 | Filippine (bandiera)                             | AP    | Bong Quinto        | 1994 | 188 cm | 84 kg  |  |
| 20 | Filippine (bandiera)                             | C     | Raymond Almazan    | 1989 | 206 cm | 91 kg  |  |
| 22 | Filippine (bandiera)                             | AG    | Allein Maliksi     | 1987 | 193 cm | 82 kg  |  |
| 23 | Filippine (bandiera)                             | AP    | Alvin Pasaol       | 1995 | 188 cm | 91 kg  |  |
| 24 | Filippine (bandiera)                             | AG    | Raymar Jose        | 1992 | 193 cm | 95 kg  |  |
| 27 | Filippine (bandiera)                             | G     | Jansen Rios        | 1991 | 191 cm | 84 kg  |  |
| 29 | Canada (bandiera) · Filippine (bandiera)         | AG    | Norbert Torres     | 1990 | 198 cm | 113 kg |  |
| 32 | Stati Uniti (bandiera) · Filippine (bandiera)    | AG    | Kyle Pascual       | 1990 | 198 cm | 95 kg  |  |
| 33 | Australia (bandiera) · Filippine (bandiera)      | C     | Brandon Bates      | 1996 | 206 cm | 105 kg |  |
| 34 | Costa d'Avorio (bandiera) · Filippine (bandiera) | C     | Ange Kouame        | 1997 | 211 cm | 100 kg |  |
| 71 | Filippine (bandiera)                             | AG    | C.J. Cansino       | 1999 | 188 cm | 86 kg  |  |

| Allenatore |
| - Luigi Trillo |
| Assistente/i |
| - Gene Afable (1° Assistente) - Ato Agustin - Reynel Hugnatan - Sandro Soriano - Norman Black (consulente prima squadra) - Nenad Vučinić (consulente prima squadra) Legenda - (C) Capitano - Infortunato Roster |

## Allenatori
| Nome          | Da   | Al      | Stagioni | Record | Record | Record | Record | Miglior risultato |
| Nome          | Da   | Al      | Stagioni | PG     | V      | S      | Per.   | Miglior risultato |
| ------------- | ---- | ------- | -------- | ------ | ------ | ------ | ------ | ----------------- |
| Ryan Gregorio | 2010 | 2014    | 4        | 160    | 71     | 89     | .444   | Semifinali        |
| Norman Black  | 2014 | 2023    | 9        | 326    | 170    | 156    | .522   | Finali            |
| Luigi Trillo  | 2023 | Attuale |          |        |        |        |        | Campione          |

## Giocatori

### Giocatori Locali
- Jimmy Alapag
- Don Allado
- Baser Amer
- Sean Anthony
- Marlou Aquino
- Paul Artadi
- Simon Atkins
- Nonoy Baclao
- Mac Baracael
- Beau Belga
- Mark Borboran
- Ronjay Buenafe
- Paolo Bugia
- Gilbert Bulawan
- KG Canaleta
- Mark Cardona
- Justin Chua
- Mike Cortez
- Ed Daquioag
- Gary David
- Ranidel de Ocampo
- Jared Dillinger
- Pong Escobal
- Gabby Espinas
- Bryan Faundo
- John Ferriols
- Riego Gamalinda
- Jonathan Grey
- Rey Guevarra
- Rabeh Al-Hussaini
- Reynel Hugnatan
- Danny Ildefonso
- Mark Isip
- Chico Lanete
- Garvo Lanete
- Mark Macapagal
- Vic Manuel
- Ogie Menor
- Solomon Mercado
- Kelly Nabong
- Nelbert Omolon
- John Pinto
- Jai Reyes
- Jay-R Reyes
- Ren-Ren Ritualo
- Chris Ross
- Sunday Salvacion
- James Sena
- Asi Taulava
- Mike Tolomia
- Jonathan Uyloan
- John Wilson
- Mark Yee
- Joseph Yeo

### Import
- Seiya Ando
- Earl Barron
- Tony Bishop
- Suleiman Braimoh
- Brian Butch
- Anthony Dandridge
- Josh Davis
- Eric Dawson
- Allen Durham
- Andre Emmett
- Jarrid Famous
- Darnell Jackson
- Mohammad Jamshidi
- Zach Lofton
- K.J. McDaniels
- Shonn Miller
- Johnny O'Bryant
- Chamberlain Oguchi
- Arinze Onuaku
- Tim Pickett
- Alex Stepheson
- Mario West
- Terrence Williams

### Premi individuali
| MVP Finali Conference             | PBA Rookie of the Year                         | PBA All-Defensive Team                                                                                  |
| --------------------------------- | ---------------------------------------------- | --- |
| - Chris Newsome (2024 Philippine) | - Chris Newsome (2015-16) - Aaron Black (2020) | - Cliff Hodge (2021, 2022-23, 2023-24) - Chris Newsome (2022-23, 2023-24)                               |
| PBA Mythical First Team           | PBA Mythical Second Team                       | PBA Best Import                                                                                         |
| - Chris Newsome (2023-24)         | - Cliff Hodge (2016-17, 2023-24)               | - Arinze Onuaku (2016 Commissioner's) - Allen Durham (2016 Governors',2017 Governors', 2019 Governors') |

### Premi PBA Press Corps
| Mr. Quality Minutes                             | All-Rookie Team                                                                                        |
| ----------------------------------------------- | --- |
| - Allein Maliksi (2021) - Bong Quinto (2023-24) | - Cliff Hodge - (2012-13) - Chris Newsome - (2015-16) - Aaron Black - (2020)                           |
| Defensive Player of the Year                    | Baby Dalupan Coaches of the Year                                                                       |
| - Cliff Hodge (2023-24)                         | 2023-24 - Gene Afable - Norman Black - Reynel Hugnatan - Sandro Soriano - Luigi Trillo - Nenad Vučinić |